# Партия на свободната кауза
Партията за свободна кауза (на турски: Hür Dava Partisi, съкратено HÜDA PAR) е крайнодясна сунитска ислямистка политическа партия в Турция. Тя е основана през 2012 г. Неин председател е Мехмет Явуз.

## Цели
Ислямската партия призовава за конституционно признаване на кюрдите и кюрдския език – курманджи, обучението по майчин език, прекратяването на 10–процентния избирателен праг и децентрализацията на държавната власт и укрепването на местната администрация. Също така, партията настоява за премахване на ограниченията върху свободата на религията и богослужението.